# 844 Леонтіна
844 Леонтіна (844 Leontina) — астероїд головного поясу, відкритий 1 жовтня 1916 року.
Тіссеранів параметр щодо Юпітера — 3,171.